# Gemeindefeuerwehr
Unter Gemeindefeuerwehr (auch öffentliche Feuerwehr) versteht man in Deutschland:
1. Freiwillige Feuerwehren einer Kommune
2. Berufsfeuerwehren einer Kommune
3. Pflichtfeuerwehren

Feuerwehren sind Institutionen von Gemeinden, zu deren Aufstellung und Unterhaltung jede Kommune Sorge zu tragen hat. Einen bundeseinheitlichen Gesetzestext hierzu gibt es nicht, aber die Regelungen in den länderspezifischen Brandschutzgesetzen sind sich sehr ähnlich. Im Normalfall ist der "oberste Feuerwehrmann" einer Gemeinde immer der Bürgermeister, meist aber eine von ihm hierfür beauftragte Person (Stadtbrandmeister, Brandamtdirektor, o. ä.).
Den Gemeindefeuerwehren stehen die privaten (nicht öffentlichen) Feuerwehren (Werkfeuerwehr und Betriebsfeuerwehr) gegenüber.